# Prêmio Molson
O Prêmio Molson (em inglês:  Molson Prize) é um prêmio anual concedido pelo Canada Council for the Arts a pessoas que se destacaram com seu trabalho pela promoção da herança cultural e intelectual do Canadá.

## História do prêmio
O Prêmio Molson foi elaborado pela Molson Family Foundation, uma fundação da família canadense Molson, conhecida por ser uma grande produtora de cerveja, com um capital de 1 milhão de dólares canadenses. Os prêmios são concedidos pelo Canada Council for the Arts em trabalho conjunto com o Social Sciences and Humanities Research Council of Canada. Os valores de 50.000 dólares canadenses são concedidos a um/uma artista (Molson Prize for the Arts) e um/uma cientista das áreas de ciências sociais e humanas (Molson Prize in the Social Sciences and Humanities).

## Recipientes
- 1964 Donald Creighton e Alain Grandbois
- 1965 Jean Gascon e Frank Scott
- 1966 Hugh MacLennan e Georges-Henri Lévesque
- 1967 Arthur Erickson, Anne Hébert  e Marshall McLuhan
- 1968 Glenn Gould e Jean Le Moyne
- 1969 Jean-Paul Audet, Morley Callaghan e Arnold Spohr
- 1970 Northrop Frye, Duncan MacPherson e Yves Thériault
- 1971 Norman McLaren, Maureen Forrester e Rina Lasnier
- 1972 John James Deutsch, Alfred Pellan e George Woodcock
- 1973  W.A.C.H. Dobson, Celia Franca e Jean-Paul Lemieux
- 1974 Alex Colville, Pierre Dansereau e Margaret Laurence
- 1975 Orford String Quartet, Denise Pelletier e Jon Vickers
- 1976 John Hirsch, Bill Reid e Jean-Louis Roux
- 1977 Gabrielle Roy, Jack Shadboldt e George Morley Story
- 1978 Jean Duceppe, Betty Oliphant e Michael Snow
- 1979 Michel Brault, Lois Catherine Marshall e Robert Weaver
- 1980  Margaret Atwood, Marcel Trudel e John Weinzweig
- 1981 não concedido
- 1982 Alan C. Cairns, Louis-Edmond Hamelin, Jack McClelland e Gilles Vigneault
- 1983 Brian Macdonald e Francess Halpenny
- 1984 Marcel Dubé e James G. Eayrs
- 1985 Gaston Miron e Ronald Melzack
- 1986 J. Mavor Moore e William Dray
- 1987 Yvette Brind'Amour e Marc-Adélard Tremblay
- 1988 Robertson Davies e Terence Michael Penelhum
- 1989 Vera Frenkel e Fernande Saint-Martin
- 1990 Alice Munro e Jean-Jacques Nattiez
- 1991 Denys Arcand e Charles Taylor
- 1992 Douglas Cardinal e Fernand Dumont
- 1993 R. Murray Schafer e Juliet McMaster
- 1994 Michel Tremblay e Martin Friedland
- 1995 Gerald Ferguson e Donald Akenson
- 1996 Mavis Gallant e Pierre Maranda
- 1997 Mary Pratt e Guy Rocher
- 1998 Jeanne Lamon e Michael J. Trebilcock
- 1999 Kiawak Ashoona e Tom Courchene
- 2000 Jacques Poulin e Ian Hacking
- 2001 não concedido
- 2002 Christopher Newton e Margaret Lock
- 2003  Walter Boudreau e Janice Gross Stein
- 2004 Maria Campbell e Richard E. Tremblay
- 2005 Iain Baxter e Ramsay Cook
- 2006 Nicole Brossard e Henry Mintzberg
- 2007 Alex Pauk e Paul Thagard
- 2008 Sheila Fischman e Angus McLaren
- 2009 Ian Wallace e Wayne Sumner
- 2010 Édouard Lock e Linda Hutcheon
- 2011 Herménégilde Chiasson e Peter Victor
- 2012 Dáirine Ní Mheadhra e Keren Rice
- 2013 Richard Wagamese e Ann Dale;
- 2014 Jean Grondin e John Arcand